# NAD Electronics

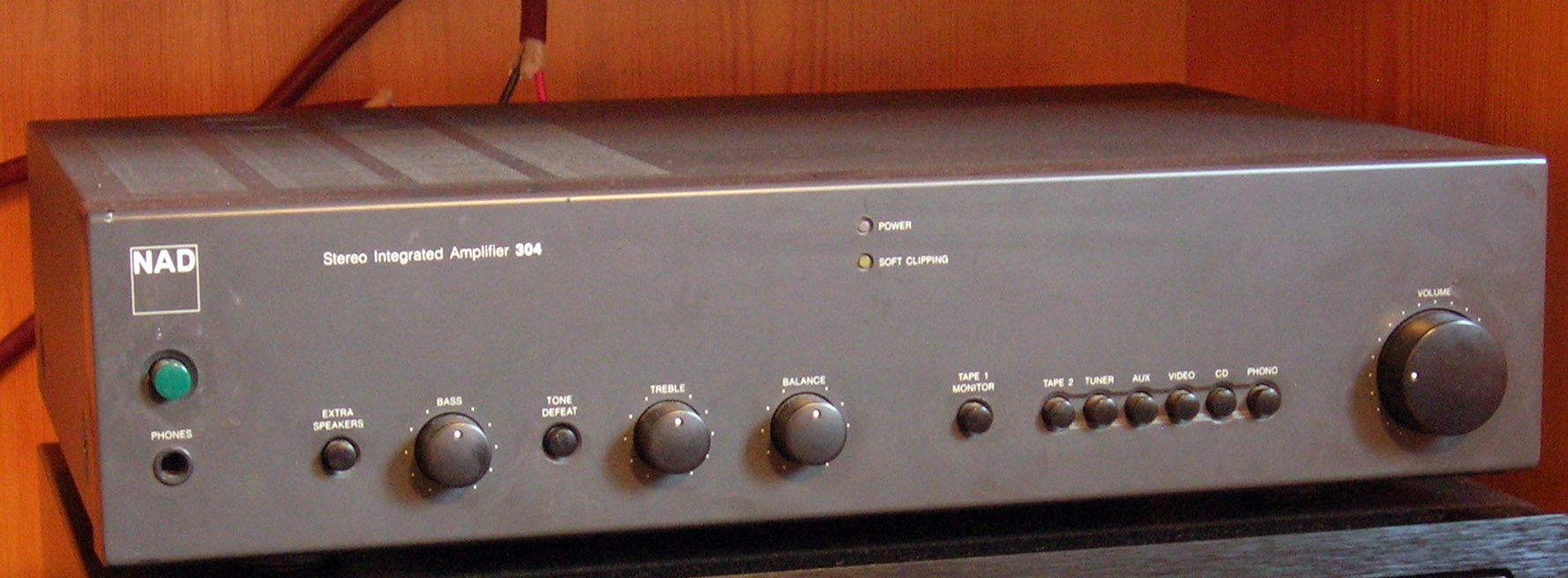
NAD Stereo Integrated Amplifier 304.

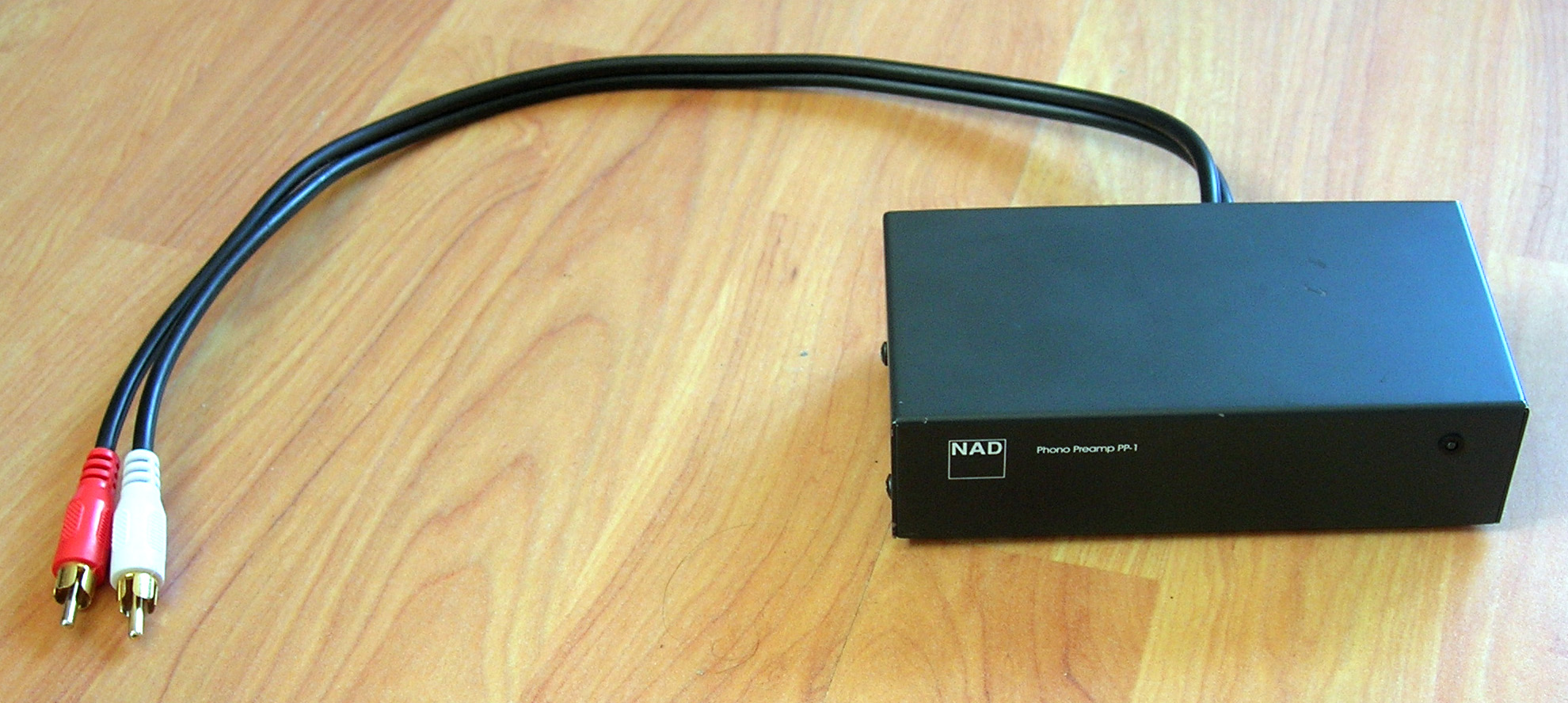
NAD Phono Preamp PP-1.

NAD, eller NAD Electronics, är ett kanadensiskt företag som producerar ljudprodukter. NAD stod från början för New Acoustic Dimension och grundades 1972 i Tyskland av en grupp hi-fi-entusiaster från flera länder. Företagets affärsidé utgår från tre centrala kvaliteter: prestanda, värde och enkelhet.

## Förstärkarmodeller
- NAD 3020 som släpptes 1977 gjorde NAD mer allmänt känt. Förstärkaren revolutionerade Hi-Fi-marknaden med sitt utmärkta ljud till ett överkomligt pris (då 999 kronor).